# Kristelig Forening for Unge Menn-Kameratene Oslo Futsal
Il Kristelig Forening for Unge Menn-Kameratene è una squadra norvegese di calcio a 5, con sede nella città di Oslo. Nella stagione 2017-2018 milita in Eliteserie, massimo livello del campionato.

## Storia
Il KFUM Oslo ha partecipato per la prima volta alla Futsal Eliteserien nel campionato 2008-2009. La squadra ha giocato la prima partita in questo torneo in data 29 novembre 2008, vincendo per 4-9 contro l'Horten. L'anno seguente, ha vinto il titolo nazionale.

## Stagioni precedenti
- 2008-2009